# Archer (Zeichentrickserie)/Episodenliste

Logo zur Serie

Diese Episodenliste enthält alle Episoden der US-amerikanischen Comedy-Zeichentrickserie Archer, sortiert nach der US-amerikanischen Erstausstrahlung. Die Fernsehserie umfasst mit Stand vom 17. Dezember 2023 vierzehn Staffeln.

## Übersicht
| Staffel | Episodenanzahl | Erstausstrahlung USA | Erstausstrahlung USA | Deutschsprachige Erstausstrahlung | Deutschsprachige Erstausstrahlung |
| Staffel | Episodenanzahl | Staffelpremiere      | Staffelfinale        | Staffelpremiere                   | Staffelfinale                     |
| ------- | -------------- | -------------------- | -------------------- | --------------------------------- | --------------------------------- |
| 1       | 10             | 17. September 2009   | 18. März 2010        | 17. Dezember 2010                 | 18. Februar 2011                  |
| 2       | 13             | 27. Januar 2011      | 21. April 2011       | 2. Mai 2014                       | 13. Juni 2014                     |
| 3       | 13             | 15. September 2011   | 22. März 2012        | 13. Juni 2014                     | 25. Juli 2014                     |
| 4       | 13             | 17. Januar 2013      | 11. April 2013       | 22. September 2015                | 22. September 2015                |
| 5       | 13             | 13. Januar 2014      | 21. April 2014       | 22. September 2015                | 22. September 2015                |
| 6       | 13             | 8. Januar 2015       | 2. April 2015        | 15. Oktober 2015                  | 15. Oktober 2015                  |
| 7       | 10             | 31. März 2016        | 2. Juni 2016         | 15. August 2016                   | 15. August 2016                   |
| 8       | 8              | 5. April 2017        | 24. Mai 2017         | 1. August 2017                    | 1. August 2017                    |
| 9       | 8              | 25. April 2018       | 13. Juni 2018        | 31. Juli 2018                     | 31. Juli 2018                     |
| 10      | 9              | 29. Mai 2019         | 31. Juli 2019        | 7. September 2019                 | 7. September 2019                 |
| 11      | 8              | 16. September 2020   | 28. Oktober 2020     | 11. Dezember 2020                 | 11. Dezember 2020                 |
| 12      | 8              | 25. August 2021      | 6. Oktober 2021      | 15. Dezember 2021                 | 15. Dezember 2021                 |
| 13      | 8              | 24. August 2022      | 12. Oktober 2022     | 29. Dezember 2022                 | 29. Dezember 2022                 |
| 14      | 11             | 30. August 2023      | 17. Dezember 2023    | 15. Dezember 2023                 | 15. Dezember 2023                 |

## Staffel 1
Die Erstausstrahlung der ersten Staffel war vom 17. September 2009 bis zum 18. März 2010 auf dem US-amerikanischen Kabelsender FX zu sehen. Die deutschsprachige Erstausstrahlung sendete der deutsche Free-TV-Sender Comedy Central vom 17. Dezember 2010 bis zum 18. Februar 2011.
| Nr. (ges.) | Nr. (St.) | Deutscher Titel           | Originaltitel     | Erstausstrahlung USA | Deutschsprachige Erstausstrahlung (D) | Drehbuch                   |
| ---------- | --------- | ------------------------- | ----------------- | -------------------- | ------------------------------------- | -------------------------- |
| 1          | 1         | Der Maulwurf              | Mole Hunt         | 17. Sep. 2009        | 17. Dez. 2010                         | Adam Reed                  |
| 2          | 2         | Tote Nutten leben länger  | Training Day      | 14. Jan. 2010        | 24. Dez. 2010                         | Adam Reed                  |
| 3          | 3         | Das Minderheiten-Programm | Diversity Hire    | 21. Jan. 2010        | 31. Dez. 2010                         | Adam Reed                  |
| 4          | 4         | Utne zu Gast              | Killing Utne      | 28. Jan. 2010        | 7. Jan. 2011                          | Adam Reed                  |
| 5          | 5         | Der Honeypot              | Honeypot          | 4. Feb. 2010         | 14. Jan. 2011                         | Adam Reed & Tony Carbone   |
| 6          | 6         | Skorpio                   | Skorpio           | 11. Feb. 2010        | 21. Jan. 2011                         | Adam Reed                  |
| 7          | 7         | Skytanic                  | Skytanic          | 18. Feb. 2010        | 28. Jan. 2011                         | Adam Reed                  |
| 8          | 8         | Der Diamant               | The Rock          | 4. März 2010         | 4. Feb. 2011                          | Adam Reed & Boswell Cocker |
| 9          | 9         | Das Jobangebot            | Job Offer         | 11. März 2010        | 11. Feb. 2011                         | Adam Reed                  |
| 10         | 10        | Bei Anruf Mutter          | Dial M for Mother | 18. März 2010        | 18. Feb. 2011                         | Adam Reed                  |

## Staffel 2
Die Erstausstrahlung der zweiten Staffel war vom 27. Januar bis zum 21. April 2011 auf dem US-amerikanischen Kabelsender FX zu sehen. Die deutschsprachige Erstausstrahlung sendete der deutsche Free-TV-Sender VIVA vom 2. Mai bis zum 13. Juni 2014.
| Nr. (ges.) | Nr. (St.) | Deutscher Titel           | Originaltitel    | Erstausstrahlung USA | Deutschsprachige Erstausstrahlung (D) | Drehbuch                                |
| ---------- | --------- | ------------------------- | ---------------- | -------------------- | ------------------------------------- | --------------------------------------- |
| 11         | 1         | Schweizer Fräulein        | Swiss Miss       | 27. Jan. 2011        | 2. Mai 2014                           | Mehar Sethi (Story) Adam Reed (Buch)    |
| 12         | 2         | Eine Sorge                | A Going Concern  | 3. Feb. 2011         | 2. Mai 2014                           | Adam Reed                               |
| 13         | 3         | Bluttest                  | Blood Test       | 10. Feb. 2011        | 9. Mai 2014                           | Adam Reed                               |
| 14         | 4         | Pipeline Fieber           | Pipeline Fever   | 17. Feb. 2011        | 9. Mai 2014                           | Boswell Cocker (Story) Adam Reed (Buch) |
| 15         | 5         | Die doppelte Zwei         | The Double Deuce | 24. Feb. 2011        | 16. Mai 2014                          | Adam Reed                               |
| 16         | 6         | Eine tragische Geschichte | Tragical History | 3. März 2011         | 16. Mai 2014                          | Adam Reed                               |
| 17         | 7         | Filmstar                  | Movie Star       | 10. März 2011        | 23. Mai 2014                          | Adam Reed                               |
| 18         | 8         | Stufe Zwei                | Stage Two        | 17. März 2011        | 23. Mai 2014                          | Adam Reed                               |
| 19         | 9         | Placebo-Effekt            | Placebo Effect   | 24. März 2011        | 30. Mai 2014                          | Adam Reed                               |
| 20         | 10        | Entführung                | El Secuestro     | 31. März 2011        | 30. Mai 2014                          | Adam Reed                               |
| 21         | 11        | Jeu Monegasque            | Jeu Monegasque   | 7. Apr. 2011         | 6. Juni 2014                          | Adam Reed                               |
| 22         | 12        | Weiße Nächte              | White Nights     | 14. Apr. 2011        | 6. Juni 2014                          | Adam Reed                               |
| 23         | 13        | Doppelter Ärger           | Double Trouble   | 21. Apr. 2011        | 13. Juni 2014                         | Adam Reed                               |

## Staffel 3
Die Erstausstrahlung der dritten Staffel war vom 15. September 2011 bis zum 22. März 2012 auf dem US-amerikanischen Kabelsender FX zu sehen. Die deutschsprachige Erstausstrahlung sendete der deutsche Free-TV-Sender VIVA vom 13. Juni bis zum 25. Juli 2014.
| Nr. (ges.) | Nr. (St.) | Deutscher Titel       | Originaltitel         | Erstausstrahlung USA | Deutschsprachige Erstausstrahlung (D) | Drehbuch                                      |
| ---------- | --------- | --------------------- | --------------------- | -------------------- | ------------------------------------- | --------------------------------------------- |
| 24         | 1         | Heart of Archness (1) | Heart of Archness (1) | 15. Sep. 2011        | 13. Juni 2014                         | Adam Reed                                     |
| 25         | 2         | Heart of Archness (2) | Heart of Archness (2) | 22. Sep. 2011        | 20. Juni 2014                         | Adam Reed                                     |
| 26         | 3         | Heart of Archness (3) | Heart of Archness (3) | 29. Sep. 2011        | 20. Juni 2014                         | Adam Reed                                     |
| 27         | 4         | Der Mann vom Jupiter  | The Man from Jupiter  | 19. Jan. 2012        | 27. Juni 2014                         | Adam Reed                                     |
| 28         | 5         | El Contador           | El Contador           | 26. Jan. 2012        | 27. Juni 2014                         | Handlung: Tesha Kondrat Schauspiel: Adam Reed |
| 29         | 6         | Die Limitierten       | The Limited           | 2. Feb. 2012         | 4. Juli 2014                          | Adam Reed                                     |
| 30         | 7         | Drift Problem         | Drift Problem         | 9. Feb. 2012         | 4. Juli 2014                          | Adam Reed                                     |
| 31         | 8         | Der Skandal           | Lo Scandalo           | 16. Feb. 2012        | 11. Juli 2014                         | Adam Reed                                     |
| 32         | 9         | Blutige Ferlin        | Bloody Ferlin         | 23. Feb. 2012        | 11. Juli 2014                         | Adam Reed                                     |
| 33         | 10        | Die Kreuzung          | Crossing Over         | 1. März 2012         | 18. Juli 2014                         | Adam Reed                                     |
| 34         | 11        | Hautspiel             | Skin Game             | 8. März 2012         | 18. Juli 2014                         | Chris Provenzano & Adam Reed                  |
| 35         | 12        | Meuterei im All (1)   | Space Race (1)        | 15. März 2012        | 25. Juli 2014                         | Adam Reed                                     |
| 36         | 13        | Meuterei im All (2)   | Space Race (2)        | 22. März 2012        | 25. Juli 2014                         | Adam Reed                                     |

## Staffel 4
Die Erstausstrahlung der vierten Staffel war vom 17. Januar bis zum 11. April 2013 auf dem US-amerikanischen Kabelsender FX zu sehen. Am 22. September 2015 wurden die Folgen in der deutschsprachigen Fassung auf Netflix veröffentlicht.
| Nr. (ges.) | Nr. (St.) | Deutscher Titel       | Originaltitel       | Erstausstrahlung USA | Deutschsprachige Erstausstrahlung (D) | Drehbuch                                  |
| ---------- | --------- | --------------------- | ------------------- | -------------------- | ------------------------------------- | ----------------------------------------- |
| 37         | 1         | Fuge und Riffs        | Fugue and Riffs     | 17. Jan. 2013        | 22. Sep. 2015                         | Adam Reed                                 |
| 38         | 2         | Der Wind weint Mary   | The Wind Cries Mary | 24. Jan. 2013        | 22. Sep. 2015                         | Adam Reed & Chris Provenzano              |
| 39         | 3         | Beine                 | Legs                | 31. Jan. 2013        | 22. Sep. 2015                         | Adam Reed                                 |
| 40         | 4         | Mitternacht Ron       | Midnight Ron        | 7. Feb. 2013         | 22. Sep. 2015                         | Adam Reed & Tesha Kondrat                 |
| 41         | 5         | Viskose Kupplung      | Viscous Coupling    | 14. Feb. 2013        | 22. Sep. 2015                         | Adam Reed                                 |
| 42         | 6         | Einmal gebissen       | Once Bitten         | 21. Feb. 2013        | 22. Sep. 2015                         | Adam Reed                                 |
| 43         | 7         | Lebe und lass speisen | Live and Let Dine   | 28. Feb. 2013        | 22. Sep. 2015                         | Adam Reed                                 |
| 44         | 8         | Coyote Lovely         | Coyote Lovely       | 7. März 2013         | 22. Sep. 2015                         | Adam Reed                                 |
| 45         | 9         | Die Hochzeitsreisende | The Honeymooners    | 14. März 2013        | 22. Sep. 2015                         | Mike Arnold & Adam Reed                   |
| 46         | 10        | Un Chien Tangerine    | Un Chien Tangerine  | 21. März 2013        | 22. Sep. 2015                         | Adam Reed & Mike Arnold                   |
| 47         | 11        | Die päpstliche Jagd   | The Papal Chase     | 28. März 2013        | 22. Sep. 2015                         | Handlung: Eric Sims Schauspiel: Adam Reed |
| 48         | 12        | Sea Tunt (1)          | Sea Tunt (1)        | 4. Apr. 2013         | 22. Sep. 2015                         | Adam Reed                                 |
| 49         | 13        | Sea Tunt (2)          | Sea Tunt (2)        | 11. Apr. 2013        | 22. Sep. 2015                         | Adam Reed & Rick Cleveland                |

## Staffel 5: Archer Vice
Die Erstausstrahlung der fünften Staffel war vom 13. Januar bis zum 21. April 2014 auf dem US-amerikanischen Kabelsender FX zu sehen. Am 22. September 2015 wurden die Folgen in der deutschsprachigen Fassung auf Netflix veröffentlicht.
| Nr. (ges.) | Nr. (St.) | Deutscher Titel           | Originaltitel                        | Erstausstrahlung USA | Deutschsprachige Erstausstrahlung (D) | Drehbuch                |
| ---------- | --------- | ------------------------- | ------------------------------------ | -------------------- | ------------------------------------- | ----------------------- |
| 50         | 1         | Weißer Elefant            | White Elephant                       | 13. Jan. 2014        | 22. Sep. 2015                         | Adam Reed               |
| 51         | 2         | Ein Kuss beim Sterben     | Archer Vice: A Kiss While Dying      | 20. Jan. 2014        | 22. Sep. 2015                         | Adam Reed               |
| 52         | 3         | Eine Ehrenschuld          | Archer Vice: A Debt of Honor         | 27. Jan. 2014        | 22. Sep. 2015                         | Adam Reed               |
| 53         | 4         | Hausbesuch                | Archer Vice: House Call              | 3. Feb. 2014         | 22. Sep. 2015                         | Adam Reed               |
| 54         | 5         | Nach Süden und Unten      | Archer Vice: Southbound and Down     | 24. Feb. 2014        | 22. Sep. 2015                         | Adam Reed & Ben Hoffman |
| 55         | 6         | Babydusche                | Archer Vice: Baby Shower             | 3. März 2014         | 22. Sep. 2015                         | Adam Reed               |
| 56         | 7         | Schmuggler Blues          | Archer Vice: Smugglers’ Blues        | 10. März 2014        | 22. Sep. 2015                         | Adam Reed               |
| 57         | 8         | Die Regeln der Extraktion | Archer Vice: The Rules of Extraction | 17. März 2014        | 22. Sep. 2015                         | Adam Reed               |
| 58         | 9         | Auf dem Teppich           | Archer Vice: On the Carpet           | 24. März 2014        | 22. Sep. 2015                         | Adam Reed               |
| 59         | 10        | Palast-Intrige (1)        | Archer Vice: Palace Intrigue (1)     | 31. März 2014        | 22. Sep. 2015                         | Adam Reed               |
| 60         | 11        | Palast-Intrige (2)        | Archer Vice: Palace Intrigue (2)     | 7. Apr. 2014         | 22. Sep. 2015                         | Adam Reed               |
| 61         | 12        | Obstruieren               | Archer Vice: Filibuster              | 14. Apr. 2014        | 22. Sep. 2015                         | Adam Reed               |
| 62         | 13        | Ankunft/Abflug            | Archer Vice: Arrivals/Departures     | 21. Apr. 2014        | 22. Sep. 2015                         | Adam Reed               |

## Staffel 6
Die Erstausstrahlung der sechsten Staffel war vom 8. Januar bis zum 2. April 2015 auf dem US-amerikanischen Kabelsender FX zu sehen. Am 15. Oktober 2015 wurden die Folgen in der deutschsprachigen Fassung auf Netflix veröffentlicht.
| Nr. (ges.) | Nr. (St.) | Deutscher Titel | Originaltitel           | Erstausstrahlung USA | Deutschsprachige Erstausstrahlung (D) | Drehbuch                 |
| ---------- | --------- | --------------- | ----------------------- | -------------------- | ------------------------------------- | ------------------------ |
| 63         | 1         | —               | The Holdout             | 8. Jan. 2015         | 15. Okt. 2015                         | Adam Reed                |
| 64         | 2         | —               | Three to Tango          | 15. Jan. 2015        | 15. Okt. 2015                         | Adam Reed                |
| 65         | 3         | —               | The Archer Sanction     | 22. Jan. 2015        | 15. Okt. 2015                         | Adam Reed                |
| 66         | 4         | —               | Edie’s Wedding          | 29. Jan. 2015        | 15. Okt. 2015                         | Adam Reed                |
| 67         | 5         | —               | Vision Quest            | 5. Feb. 2015         | 15. Okt. 2015                         | Adam Reed & Ben Hoffman  |
| 68         | 6         | —               | Sitting                 | 12. Feb. 2015        | 15. Okt. 2015                         | Adam Reed                |
| 69         | 7         | —               | Nellis                  | 19. Feb. 2015        | 15. Okt. 2015                         | Adam Reed                |
| 70         | 8         | —               | The Kanes               | 26. Feb. 2015        | 15. Okt. 2015                         | Adam Reed                |
| 71         | 9         | —               | Pocket Listing          | 5. März 2015         | 15. Okt. 2015                         | Adam Reed                |
| 72         | 10        | —               | Reignition Sequence     | 12. März 2015        | 15. Okt. 2015                         | Adam Reed                |
| 73         | 11        | —               | Achub Y Morfilod        | 19. März 2015        | 15. Okt. 2015                         | Adam Reed & Mike Arnold  |
| 74         | 12        | —               | Drastic Voyage: Part I  | 26. März 2015        | 15. Okt. 2015                         | Adam Reed & Casey Willis |
| 75         | 13        | —               | Drastic Voyage: Part II | 2. Apr. 2015         | 15. Okt. 2015                         | Adam Reed & Casey Willis |

## Staffel 7
Die Erstausstrahlung der siebten Staffel war vom 31. März bis zum 2. Juni 2016 auf dem US-amerikanischen Kabelsender FX zu sehen. Am 15. August 2016 wurden die Folgen in der deutschsprachigen Fassung auf Netflix veröffentlicht.
| Nr. (ges.) | Nr. (St.) | Deutscher Titel | Originaltitel          | Erstausstrahlung USA | Deutschsprachige Erstausstrahlung (D) | Drehbuch  |
| ---------- | --------- | --------------- | ---------------------- | -------------------- | ------------------------------------- | --------- |
| 76         | 1         | —               | The Figgis Agency      | 31. März 2016        | 15. Aug. 2016                         | Adam Reed |
| 77         | 2         | —               | The Handoff            | 7. Apr. 2016         | 15. Aug. 2016                         | Adam Reed |
| 78         | 3         | —               | Deadly Prep            | 14. Apr. 2016        | 15. Aug. 2016                         | Adam Reed |
| 79         | 4         | —               | Motherless Child       | 21. Apr. 2016        | 15. Aug. 2016                         | Adam Reed |
| 80         | 5         | —               | Bel Panto: Part I      | 28. Apr. 2016        | 15. Aug. 2016                         | Adam Reed |
| 81         | 6         | —               | Bel Panto: Part II     | 5. Mai 2016          | 15. Aug. 2016                         | Adam Reed |
| 82         | 7         | —               | Double Indecency       | 12. Mai 2016         | 15. Aug. 2016                         | Adam Reed |
| 83         | 8         | —               | Liquid Lunch           | 19. Mai 2016         | 15. Aug. 2016                         | Adam Reed |
| 84         | 9         | —               | Deadly Velvet: Part I  | 26. Mai 2016         | 15. Aug. 2016                         | Adam Reed |
| 85         | 10        | —               | Deadly Velvet: Part II | 2. Juni 2016         | 15. Aug. 2016                         | Adam Reed |

## Staffel 8: Dreamland
Die Ausstrahlung der achten Staffel war vom 5. April bis zum 24. Mai 2017 auf dem US-amerikanischen Kabelsender FXX zu sehen. Am 1. August 2017 wurden die Folgen in der deutschsprachigen Fassung auf Netflix veröffentlicht.
| Nr. (ges.) | Nr. (St.) | Deutscher Titel    | Originaltitel      | Erstausstrahlung USA | Deutschsprachige Erstausstrahlung (D) | Drehbuch  |
| ---------- | --------- | ------------------ | ------------------ | -------------------- | ------------------------------------- | --------- |
| 86         | 1         | No Good Deed       | No Good Deed       | 5. Apr. 2017         | 1. Aug. 2017                          | Adam Reed |
| 87         | 2         | Berenice           | Berenice           | 12. Apr. 2017        | 1. Aug. 2017                          | Adam Reed |
| 88         | 3         | Jane Doe           | Jane Doe           | 19. Apr. 2017        | 1. Aug. 2017                          | Adam Reed |
| 89         | 4         | Ladyfingers        | Ladyfingers        | 26. Apr. 2017        | 1. Aug. 2017                          | Adam Reed |
| 90         | 5         | Sleepers Wake      | Sleepers Wake      | 3. Mai 2017          | 1. Aug. 2017                          | Adam Reed |
| 91         | 6         | Waxing Gibbous     | Waxing Gibbous     | 10. Mai 2017         | 1. Aug. 2017                          | Adam Reed |
| 92         | 7         | Gramercy, Halberd! | Gramercy, Halberd! | 17. Mai 2017         | 1. Aug. 2017                          | Adam Reed |
| 93         | 8         | Auflösung          | Auflösung          | 24. Mai 2017         | 1. Aug. 2017                          | Adam Reed |

## Staffel 9: Danger Island
Die Ausstrahlung der neunten Staffel war vom 25. April bis zum 13. Mai 2018 auf dem US-amerikanischen Kabelsender FXX zu sehen. Am 31. Juli 2018 wurden die Folgen in der deutschsprachigen Fassung auf Netflix veröffentlicht.
| Nr. (ges.) | Nr. (St.) | Deutscher Titel                                               | Originaltitel                                                 | Erstausstrahlung USA | Deutschsprachige Erstausstrahlung (D) | Drehbuch                |
| ---------- | --------- | ------------------------------------------------------------- | ------------------------------------------------------------- | -------------------- | ------------------------------------- | ----------------------- |
| 94         | 1         | Strange Pilot                                                 | Strange Pilot                                                 | 25. Apr. 2018        | 31. Juli 2018                         | Adam Reed               |
| 95         | 2         | Disheartening Situation                                       | Disheartening Situation                                       | 2. Mai 2018          | 31. Juli 2018                         | Adam Reed               |
| 96         | 3         | Different Modes of Preparing the Fruit                        | Different Modes of Preparing the Fruit                        | 9. Mai 2018          | 31. Juli 2018                         | Adam Reed               |
| 97         | 4         | A Warrior in Costume                                          | A Warrior in Costume                                          | 16. Mai 2018         | 31. Juli 2018                         | Adam Reed               |
| 98         | 5         | Strange Doings in the Taboo Groves                            | Strange Doings in the Taboo Groves                            | 23. Mai 2018         | 31. Juli 2018                         | Adam Reed & Mike Arnold |
| 99         | 6         | Some Remarks on Cannibalism                                   | Some Remarks on Cannibalism                                   | 30. Mai 2018         | 31. Juli 2018                         | Adam Reed               |
| 100        | 7         | Comparative Wickedness of Civilized and Unenlightened Peoples | Comparative Wickedness of Civilized and Unenlightened Peoples | 6. Juni 2018         | 31. Juli 2018                         | Adam Reed               |
| 101        | 8         | A Discovery                                                   | A Discovery                                                   | 13. Juni 2018        | 31. Juli 2018                         | Adam Reed               |

## Staffel 10: Archer 1999
Die Ausstrahlung der zehnten Staffel war vom 29. Mai bis zum 31. Juli 2019 auf dem US-amerikanischen Kabelsender FXX zu sehen. Am 7. September 2019 wurden die Folgen in der deutschsprachigen Fassung auf Netflix veröffentlicht.
| Nr. (ges.) | Nr. (St.) | Deutscher Titel              | Originaltitel                        | Erstausstrahlung USA | Deutschsprachige Erstausstrahlung (D) | Drehbuch                  |
| ---------- | --------- | ---------------------------- | ------------------------------------ | -------------------- | ------------------------------------- | ------------------------- |
| 102        | 1         | Bort de Garj                 | Archer 1999: Bort the Garj           | 29. Mai 2019         | 7. Sep. 2019                          | Adam Reed                 |
| 103        | 2         | Happy Borthday               | Archer 1999: Happy Borthday          | 5. Juni 2019         | 7. Sep. 2019                          | Adam Reed                 |
| 104        | 3         | Die Reste                    | Archer 1999: The Leftovers           | 12. Juni 2019        | 7. Sep. 2019                          | Mark Ganek                |
| 105        | 4         | Dinner mit dem Zarglop       | Archer 1999: Dining with the Zarglop | 19. Juni 2019        | 7. Sep. 2019                          | Shane Kosakowski          |
| 106        | 5         | Mr. Deadly geht in die Stadt | Archer 1999: Mr. Deadly goes to Town | 26. Juni 2019        | 7. Sep. 2019                          | Mark Ganek                |
| 107        | 6         | Roadtrip                     | Archer 1999: Road Trip               | 10. Juli 2019        | 7. Sep. 2019                          | Mike Arnold               |
| 108        | 7         | Weltraumpiraten              | Archer 1999: Space Pirates           | 17. Juli 2019        | 7. Sep. 2019                          | Kelly Galuska             |
| 109        | 8         | Cubert                       | Archer 1999: Cubert                  | 24. Juli 2019        | 7. Sep. 2019                          | Adam Reed & Tesha Kondrat |
| 110        | 9         | Robert De Niro               | Archer 1999: Robert De Niro          | 31. Juli 2019        | 7. Sep. 2019                          | Adam Reed                 |

## Staffel 11
Die Ausstrahlung der elften Staffel war vom 16. September bis zum 28. Oktober 2020 auf dem US-amerikanischen Kabelsender FXX zu sehen. Am 11. Dezember 2020 wurden die Folgen in der deutschsprachigen Fassung auf Netflix veröffentlicht.
| Nr. (ges.) | Nr. (St.) | Deutscher Titel           | Originaltitel      | Erstausstrahlung USA | Deutschsprachige Erstausstrahlung (D) | Drehbuch         |
| ---------- | --------- | ------------------------- | ------------------ | -------------------- | ------------------------------------- | ---------------- |
| 111        | 1         | Der Orpheus-Eröffnungszug | The Orpheus Gambit | 16. Sep. 2020        | 11. Dez. 2020                         | Mark Ganek       |
| 112        | 2         | Mit stählerner Faust      | Bloodsploosh       | 16. Sep. 2020        | 11. Dez. 2020                         | Mike Arnold      |
| 113        | 3         | Handreichungen            | Helping Hands      | 23. Sep. 2020        | 11. Dez. 2020                         | Shana Gohd       |
| 114        | 4         | Die Roboterfabrik         | Robot Factory      | 30. Sep. 2020        | 11. Dez. 2020                         | Matt Roller      |
| 115        | 5         | Beste Freunde             | Best Friends       | 7. Okt. 2020         | 11. Dez. 2020                         | Matt Roller      |
| 116        | 6         | Das Doppeldate            | The Double Date    | 14. Okt. 2020        | 11. Dez. 2020                         | Shane Kosakowski |
| 117        | 7         | Beim Schlafen erwischt    | Caught Napping     | 21. Okt. 2020        | 11. Dez. 2020                         | Mark Ganek       |
| 118        | 8         | Eiskalte Fusion           | Cold Fusion        | 28. Okt. 2020        | 11. Dez. 2020                         | Mark Ganek       |

## Staffel 12
Die Ausstrahlung der zwölften Staffel war vom 25. August bis zum 6. Oktober 2021 auf dem US-amerikanischen Kabelsender FXX zu sehen. Am 15. Dezember 2021 wurden die Folgen in der deutschsprachigen Fassung auf Netflix veröffentlicht.
| Nr. (ges.) | Nr. (St.) | Deutscher Titel    | Originaltitel          | Erstausstrahlung USA | Deutschsprachige Erstausstrahlung (D) | Drehbuch             |
| ---------- | --------- | ------------------ | ---------------------- | -------------------- | ------------------------------------- | -------------------- |
| 119        | 1         | Identitätskrise    | Identity Crisis        | 25. Aug. 2021        | 15. Dez. 2021                         | Shane Kosakowski     |
| 120        | 2         | Ausgehebelt        | Lowjacked              | 25. Aug. 2021        | 15. Dez. 2021                         | Shana Gohd           |
| 121        | 3         | Zeit in London     | London Time            | 1. Sep. 2021         | 15. Dez. 2021                         | Brittany Miller      |
| 122        | 4         | Fotoshooting       | Photo Op               | 8. Sep. 2021         | 15. Dez. 2021                         | Asha Michelle Wilson |
| 123        | 5         | Shots              | Shots                  | 15. Sep. 2021        | 15. Dez. 2021                         | Matt Roller          |
| 124        | 6         | Dingo, Baby, etc.  | Dingo, Baby, Et Cetera | 22. Sep. 2021        | 15. Dez. 2021                         | Mark Ganek           |
| 125        | 7         | Colt-Express       | Colt Express           | 29. Sep. 2021        | 15. Dez. 2021                         | Alison Zeidman       |
| 126        | 8         | Mission: Schwierig | Mission: Difficult     | 6. Okt. 2021         | 15. Dez. 2021                         | Mark Ganek           |

## Staffel 13
Die Ausstrahlung der dreizehnten Staffel war vom 24. August bis zum 12. Oktober 2022 auf dem US-amerikanischen Kabelsender FXX zu sehen. Am 29. Dezember 2022 wurden die Folgen in der deutschsprachigen Fassung auf Netflix veröffentlicht.
| Nr. (ges.) | Nr. (St.) | Deutscher Titel                 | Originaltitel               | Erstausstrahlung USA | Deutschsprachige Erstausstrahlung (D) | Drehbuch             |
| ---------- | --------- | ------------------------------- | --------------------------- | -------------------- | ------------------------------------- | -------------------- |
| 127        | 1         | Die große Konferenz             | The Big Con                 | 24. Aug. 2022        | 29. Dez. 2022                         | Mark Ganek           |
| 128        | 2         | Operation: Reißzahn             | Operation: Fang             | 31. Aug. 2022        | 29. Dez. 2022                         | Matt Roller          |
| 129        | 3         | Samstag                         | Saturday                    | 7. Sep. 2022         | 29. Dez. 2022                         | Asha Michelle Wilson |
| 130        | 4         | Die Gesetze der Anziehung       | Laws Of Attraction          | 14. Sep. 2022        | 29. Dez. 2022                         | Brittany Miller      |
| 131        | 5         | Nicht im Netzwerk               | Out Of Network              | 21. Sep. 2022        | 29. Dez. 2022                         | Matt Roller          |
| 132        | 6         | Bankgeschäft bei Mr. Banks Bank | Bank Run At Mr. Bank’s Bank | 28. Sep. 2022        | 29. Dez. 2022                         | Alison Zeidman       |
| 133        | 7         | Ablenkungsmanöver               | Distraction Action          | 5. Okt. 2022         | 29. Dez. 2022                         | Miles Woods          |
| 134        | 8         | Selbstgebackener Ärger          | Dough, Ray And Me           | 12. Okt. 2022        | 29. Dez. 2022                         | Mark Ganek           |

## Staffel 14
Die Ausstrahlung der vierzehnten Staffel war vom 30. August bis zum 17. Dezember 2023 auf dem US-amerikanischen Kabelsender FXX zu sehen. Am 15. Dezember 2023 wurden die Folgen in der deutschsprachigen Fassung auf Netflix veröffentlicht.
| Nr. (ges.) | Nr. (St.) | Deutscher Titel              | Originaltitel               | Erstausstrahlung USA | Deutschsprachige Erstausstrahlung (D) | Drehbuch             |
| ---------- | --------- | ---------------------------- | --------------------------- | -------------------- | ------------------------------------- | -------------------- |
| 135        | 1         | Die Armflosser-List          | The Anglerfish Stratagem    | 30. Aug. 2023        | 15. Dez. 2023                         | Mark Ganek           |
| 136        | 2         | 30 für 30                    | 30 for 30                   | 30. Aug. 2023        | 15. Dez. 2023                         | Matt Roller          |
| 137        | 3         | Plaqueentfernung             | Plaque Removal              | 6. Sep. 2023         | 15. Dez. 2023                         | Asha Michelle Wilson |
| 138        | 4         | Chill Barry                  | Chill Barry                 | 13. Sep. 2023        | 15. Dez. 2023                         | Mark Ganek           |
| 139        | 5         | Schlüssel öffnen Türen       | Keys Open Doors             | 20. Sep. 2023        | 15. Dez. 2023                         | Miles Woods          |
| 140        | 6         | Von Angesicht zu Angesicht   | Face Off                    | 27. Sep. 2023        | 15. Dez. 2023                         | Matt Roller          |
| 141        | 7         | Mission aus dem Kontrollraum | Mission Out of Control Room | 4. Okt. 2023         | 15. Dez. 2023                         | Asha Michelle Wilson |
| 142        | 8         | Fabian                       | Breaking Fabian             | 11. Okt. 2023        | 15. Dez. 2023                         | Matt Roller          |
| 143        | 9         | Archer: In die Kälte (1)     | Into the Cold (1)           | 17. Dez. 2023        | 15. Dez. 2023                         | Mark Ganek           |
| 144        | 10        | Archer: In die Kälte (2)     | Into the Cold (2)           | 17. Dez. 2023        | 15. Dez. 2023                         | Mark Ganek           |
| 145        | 11        | Archer: In die Kälte (3)     | Into the Cold (3)           | 17. Dez. 2023        | 15. Dez. 2023                         | Mark Ganek           |